# Brian Rolston

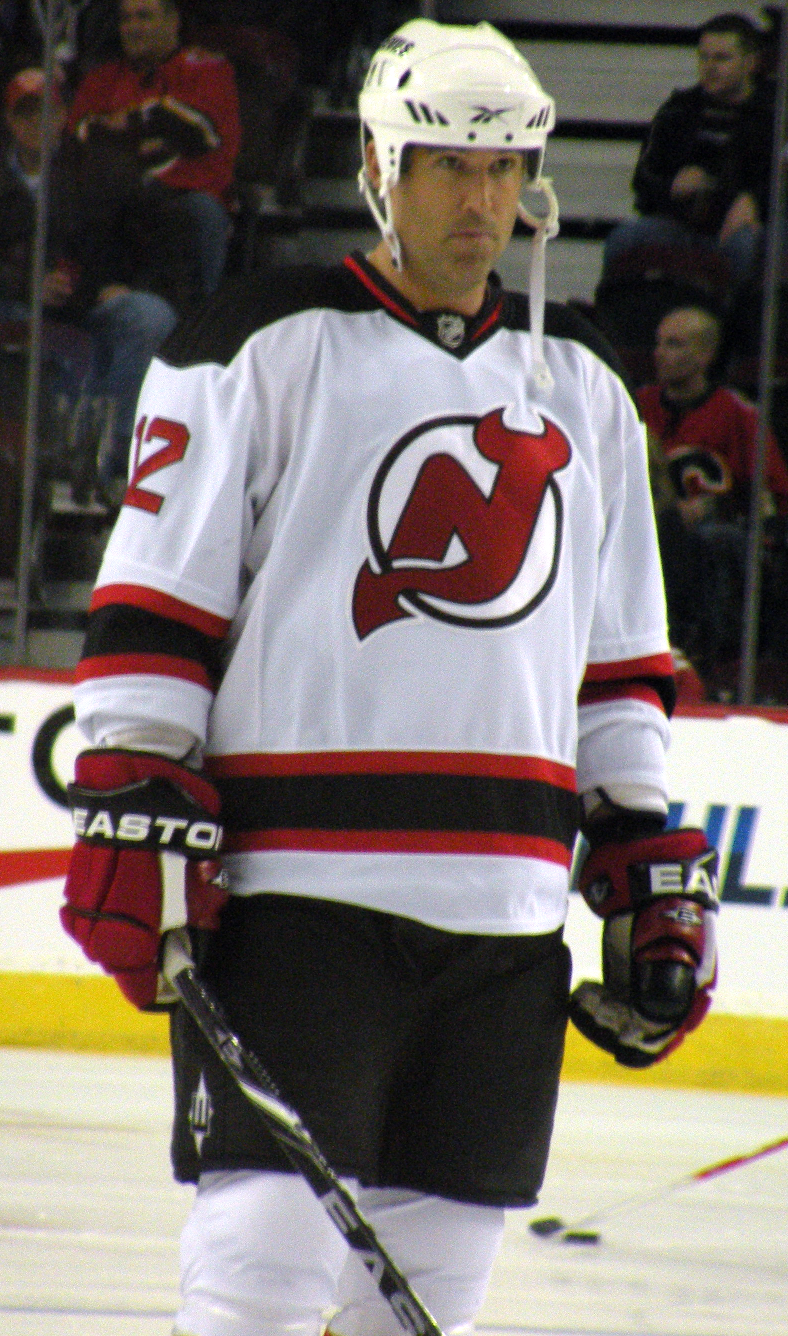

Brian Rolston (nacido el 21 de febrero de 1973 en Flint, Míchigan) es un jugador profesional de hockey sobre hielo que milita en los New Jersey Devils de la National Hockey League.